# Okupacja Zagłębia Ruhry

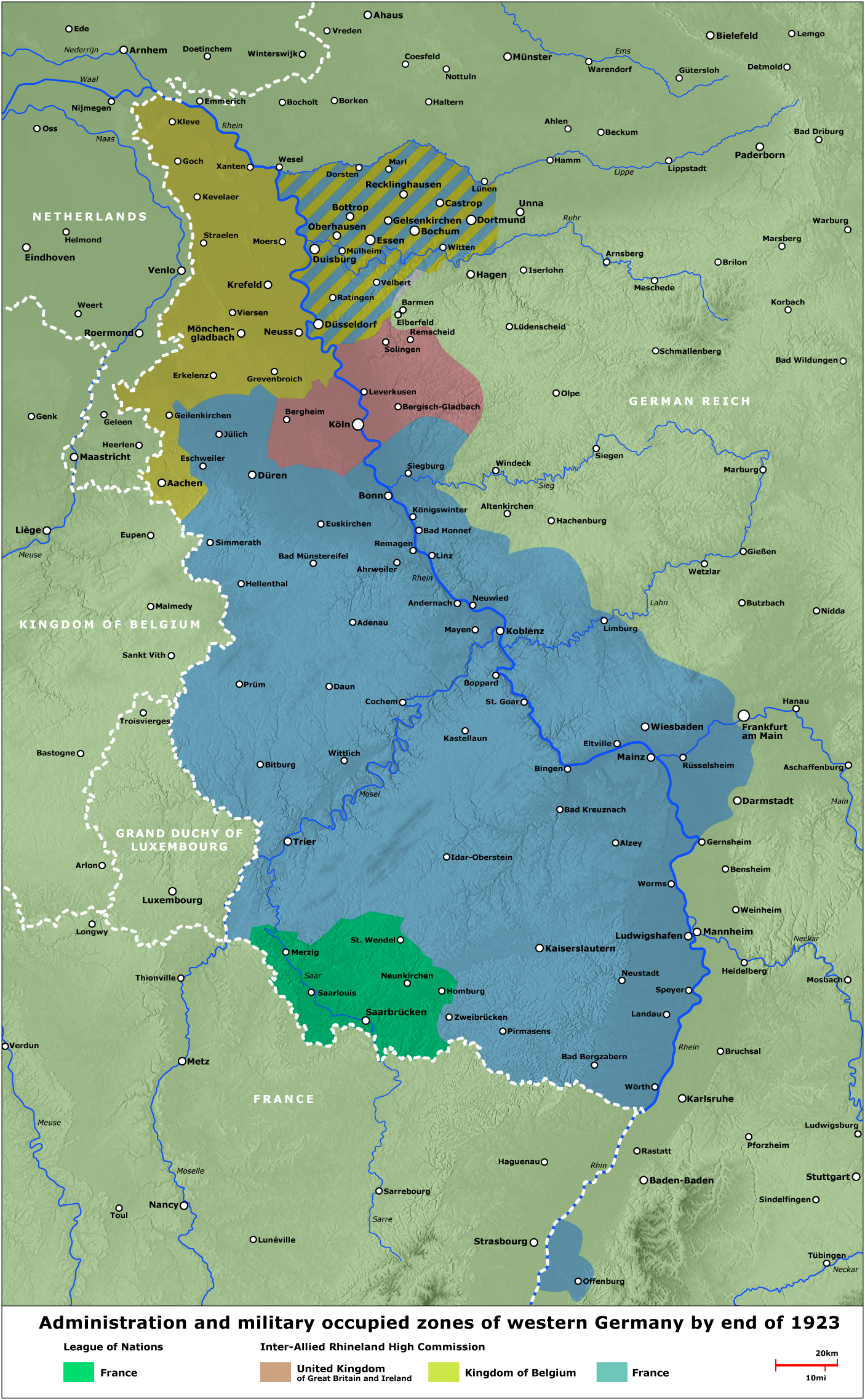
Okupacja regionów Nadrenii (1923)

Okupacja Zagłębia Ruhry – okupacja niemieckiego Zagłębia Ruhry przez wojska francuskie i belgijskie w latach 1923–1925.

## Tło historyczne
Zgodnie z traktatem wersalskim (1919) Niemcy zostały uznane przez rządy zwycięskich państw za winne strat poniesionych w wyniku I wojny światowej. Traktat nałożył na Niemców obowiązek spłaty pożyczek zaciągniętych przez Belgię u sojuszników na potrzeby prowadzenia wojny i zobowiązywał ich do przekazania 20 mld marek w złocie na poczet reparacji wojennych, których wysokość miała być ustalona w późniejszym terminie. W kwietniu 1921 r. państwa Ententy ustaliły wysokość reparacji. Pomimo że Francja oczekiwała tylko dla siebie odszkodowań w wysokości 269 mld marek w złocie, ostatecznie zwycięskie mocarstwa obciążyły Niemcy reparacjami na kwotę 132 mld marek w złocie.
Konieczność spłaty reparacji obciążała niemiecki budżet, powodując postępujący kryzys, a tym sam ubożenie ludności, na skutek czego Niemcy szybko straciły możliwość obsługi długu, zaczęły w 1922 r. opóźniać spłatę rat i dwukrotnie ich nie zapłaciły (realizowanych m.in. w dostawach do Francji węgla i koksu). Było to zgodne z francuską strategią, która zakładała, że maksymalne obciążenie niemieckiej gospodarki uniemożliwi jej odbudowę przedwojennego potencjału. Dodatkowo Francja była przekonana, że Niemcy nie spłacają reparacji w ramach testowania cierpliwości państw sprzymierzonych. Co więcej, sama III Republika doświadczała problemów wynikających z własnych pokaźnych długów wojennych, a jej gospodarka cierpiała z powodu niedoboru surowców, w szczególności węgla. Prawdopodobnie już w 1919 r. francuski rząd planował okupację niemieckiego centrum przemysłowego.

## Przebieg okupacji
Wobec przerwania spłat, już 11 stycznia 1923 r. 70 tysięcy francuskich i belgijskich żołnierzy przekroczyło niemiecką granicę i rozpoczęło okupację najbardziej uprzemysłowionej części Niemiec, jaką było Zagłębie Ruhry, z której pochodziło 80% produkcji niemieckiego węgla i koksu oraz znajdowało się 65% odlewni stali i walcowni. W krótkim czasie okupanci zaczęli wysiedlać z niego ok. 150 tys. cywilów i zbędnych pracowników, jednocześnie pozostawiając robotników. Niemcy stawili bierny opór, do którego wezwał niemiecki rząd, na co Francuzi odpowiedzieli represjami, m.in. 31 stycznia w czasie tłumienia zamieszek w Essen zastrzelono 13 robotników i raniono 41. Nieoficjalnie władze Republiki Weimarskiej rozmawiały z centralami związkowymi na temat strajku generalnego w Zagłębiu Ruhry, który sparaliżowałby ten region, ale wobec braków w budżecie państwa, zobowiązania finansowe wynikające z opłacania pensji strajkujących pokryto z druku pieniądza.

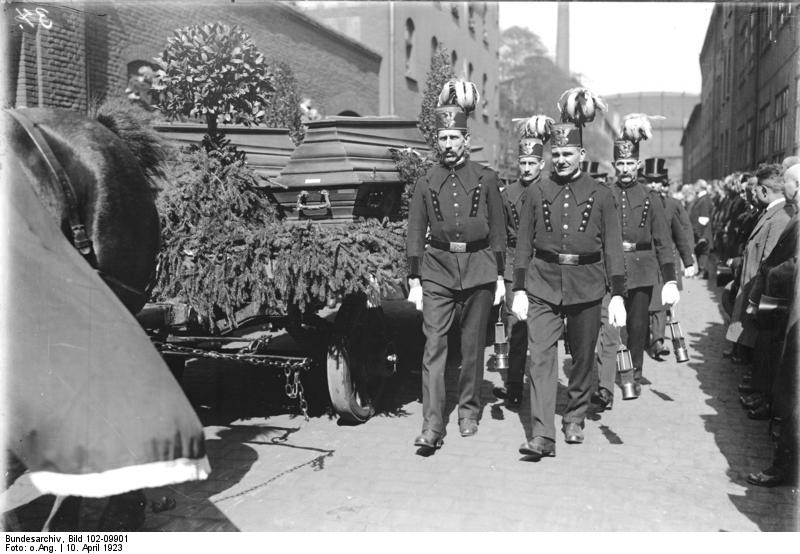
Pogrzeb zastrzelonych 13 robotników zakładów Kruppa w Essen

Okupacja wywołała oburzenie Niemców także w innych częściach państwa, w prasie pojawiały się wyolbrzymione materiały dowodzące francuskiego okrucieństwa, rzekomego bicia i egzekucji. Oburzenie wyrazili także wysoko postawieni politycy i urzędnicy, m.in. część ministrów uznała okupację za akt agresji wobec bezbronnego przeciwnika. Już w dniu wkroczenia francuskich wojsk Adolf Hitler na wiecu potępiał zdrajców, którzy dopuścili do zapaści Niemiec i podporządkowania ich Francji, ale jednocześnie potępił także ruch oporu wobec okupacji.
W okupowanej strefie dochodziło do aktów sabotażu: wykolejania pociągów, zanieczyszczania żywności i małego sabotażu. Wśród odpowiedzialnych za takie działania byli m.in. Albert Leo Schlageter czy Heinz Hauenstein.
Do lipca Francuzi ustanowili strefę zamkniętą, blokując ruch między nią i resztą Niemiec. Rozpoczęto także rekwizycję surowców i wyrobów gotowych. Przymusowe przekierowanie dostaw z okupowanego regionu do Francji, a tym samym braku dostaw surowców na rynek niemiecki, połączone z biernym oporem niemieckich robotników, sparaliżował gospodarkę Zagłębia Ruhry, spowodował załamanie się niemieckiej gospodarki, szybki wzrost bezrobocia, hiperinflację i przyśpieszył załamanie kursu niemieckiej waluty.

## Okoliczności zakończenia
Ostatecznie zwycięskie mocarstwa dostrzegły zagrożenia wynikające z prowadzonej wobec Niemiec polityki, wśród których najważniejszy był wzrost radykalnych nastrojów wśród Niemców, czego przejawem były powstanie komunistów w Hamburgu (22 października 1923 r.), pucz nazistów w Monachium (8-9 listopada 1923 r.) i wejście komunistów w skład rządów w Saksonii i Turyngii. Z powodu braku poparcia międzynarodowego dla okupacji (m.in. ze strony USA i Wielkiej Brytanii), Francja zdecydowała o zmianie polityki i podjęciu współpracy z Niemcami. Zakończona niepowodzeniem próba narzucenia przez III Republikę swojej woli siłą oznaczała koniec francuskiej hegemonii na kontynencie i stała się początkiem odzyskiwania przez Niemcy mocarstwowego statusu. Konflikt został zakończony przez plan Dawesa, który przewidywał m.in. wydłużenie okresu spłaty reparacji do 60 lat i udzielenie pomocy finansowej Niemcom na stabilizację gospodarki i finansów. Uzależnienie w ten sposób niemieckiej gospodarki od amerykańskich pożyczek doprowadziło do załamania niemieckiej gospodarki po wybuchu kryzysu finansowego w USA w 1929 r. Spowodowało to masowy wzrost bezrobocia i niepokoje społeczne.
Nowe ustalenia pozwoliły zakończyć okupację w połowie 1925 r., jedynie w okręgu Saary Francuzi pozostali do 1935 r.